# Chesneya gansuensis
Chesneya gansuensis är en ärtväxtart som beskrevs av Ying Xing Liou. Chesneya gansuensis ingår i släktet Chesneya och familjen ärtväxter. Inga underarter finns listade i Catalogue of Life.